# Karel Rudolf van Württemberg-Neuenstadt
Karel Rudolf van Württemberg-Neuenstadt (Neuenstadt, 29 mei 1667 - aldaar, 17 november 1742) was van 1716 tot aan zijn dood hertog van Württemberg-Neuenstadt. Hij behoorde tot het huis Württemberg.

## Levensloop
Karel Rudolf was de jongste zoon van hertog Frederik van Württemberg-Neuenstadt uit diens huwelijk met Clara Augusta, dochter van hertog August van Brunswijk-Wolfenbüttel. Op zijn vijftiende ging hij studeren aan het Collegium illustre in Tübingen. Vervolgens ondernam hij een grand tour door het Oude Eedgenootschap, Frankrijk, Engeland en het noorden van Duitsland.
Omdat hij als jongere zoon weinig kans maakte op de erfopvolging, besloot hij een militaire loopbaan te volgen. In 1687 sloot hij zich aan bij het Württembergse regiment dat in Griekenland deelnam aan de oorlog tussen de Republiek Venetië en het Ottomaanse Rijk. Hij vocht twee jaar lang op de Peloponnesos en Euboea. Tijdens deze oorlog werd Karel Rudolf getroffen door een musketkogel in de borst, wat hij overleefde. De kogel bleef tot aan zijn dood in zijn longen zitten en werd bij de autopsie uit zijn lichaam gehaald.
Toen Karel Rudolf in 1690 terugkwam in Württemberg, was inmiddels de Negenjarige Oorlog uitgebroken, die zich over half Europa had verspreid. Hij trad toe tot het Deense leger en behoorde tot het hulpkorps dat deelnam aan de oorlog in Ierland, waar Frankrijk de afgezette katholieke koning Jacobus II van Engeland steunde tegen de protestantse koning Willem III van Oranje. Dit korps stond onder het opperbevel van zijn oudere broer Ferdinand Willem. Beide broers vochten onder meer mee in de Slag aan de Boyne.
In 1692 werden beide broers naar de Republiek der Zeven Verenigde Nederlanden gezonden. In die periode vochten ze mee in de Slag bij Steenkerke en de Slag bij Neerwinden. Na het einde van de Negenjarige Oorlog in 1697 werden de broers door de Deense koning in 1698/1699 naar het huidige Oekraïne gestuurd, waar ze samen met het Pools-Saksische leger vochten tegen de Ottomaanse troepen. In 1700 namen Ferdinand Willem en Karel Rudolf ook deel aan de Grote Noordse Oorlog, waar Denemarken zich wegens gebrek aan succes hetzelfde jaar nog uittrok.
In 1700 brak eveneens de Spaanse Successieoorlog uit tussen een door Frankrijk geleide coalitie enerzijds en een Engelse-Nederlandse-Habsburgse alliantie anderzijds. Denemarken steunde de laatste groep en Karel Rudolf kreeg het bevel over een leger van 12.000 man, dat ter ondersteuning naar de Nederlanden werd gezonden. Voor zijn acties werd hij in 1702 onderscheiden met de hoogste Deense onderscheiding, de Orde van de Olifant. In 1704 nam hij deel aan de Slag bij Höchstädt. Bij de Slag bij Ramillies in 1706 en de Slag bij Malplaquet in 1709 wist hij zich te onderscheiden en speelde hij een belangrijke rol in de overwinning. Aan het einde van de Spaanse Successieoorlog werd hij zelfs commandant-generaal van het volledige Deense leger. Intussen was Denemarken ook weer in de Grote Noordse Oorlog gestapt. Karel Rudolf kreeg de opdracht om Stralsund te heroveren op de Zweden, wat na een lange belegering in 1715 lukte.
In 1716 overleed zijn oudere broer Frederik August zonder mannelijke nakomelingen na te laten. Karel Rudolf volgde hem op als hertog van Württemberg-Neuenstadt. Na 25 jaar militaire dienst nam hij afscheid uit het Deense leger en trok hij zich terug in zijn landerijen. In 1729 werd hij nog benoemd tot keizerlijk generaal-veldmaarschalk. Ten tijde van de Poolse Successieoorlog van het Heilige Roomse Rijk tegen Frankrijk werd hij belast met het toezicht op de forten langs de Opper-Rijn.
Toen hertog Karel Alexander van Württemberg in 1737 overleed en opgevolgd werd door zijn minderjarige zoon Karel Eugenius, werd Karel Rudolf diens regent. Karel Alexander had tijdens zijn regering de ambtenarij en de Staten tegen zich opgezet door de sanering van de staatsfinanciën en de vernieuwing van het ambtenarenapparaat toe te vertrouwen aan de Joodse financiële expert Joseph Suß Oppenheimer, die meerdere impopulaire maatregelen nam. Om de ambtenarij en de Staten terug te kalmeren, accepteerde Karel Rudolf stilzwijgend de executie van de onschuldige Oppenheimer. Kort daarna besloot hij het regentschap van Württemberg op te geven wegens gezondheidsredenen. In augustus 1738 volgde hertog Karel Frederik II van Württemberg-Oels hem op als regent en trok hij zich terug in Neuenstadt.
In november 1742 overleed Karel Rudolf op 74-jarige leeftijd, aan de gevolgen van een slijmvliesontsteking. Met zijn dood stierf de linie Württemberg-Neuenstadt uit, waarna zijn gebieden teruggingen naar het hertogdom Württemberg. Hij werd bijgezet in zijn familiecrypte in de Nicolaaskerk van Neuenstadt.

## Partner
Karel Rudolf was ongehuwd en kinderloos gebleven, maar had jarenlang een relatie met Maria Theresia de la Contry (overleden in 1748), die vanaf 1737 de titel van rijksgravin droeg.